# St. Stephanus (Neuss-Grefrath)

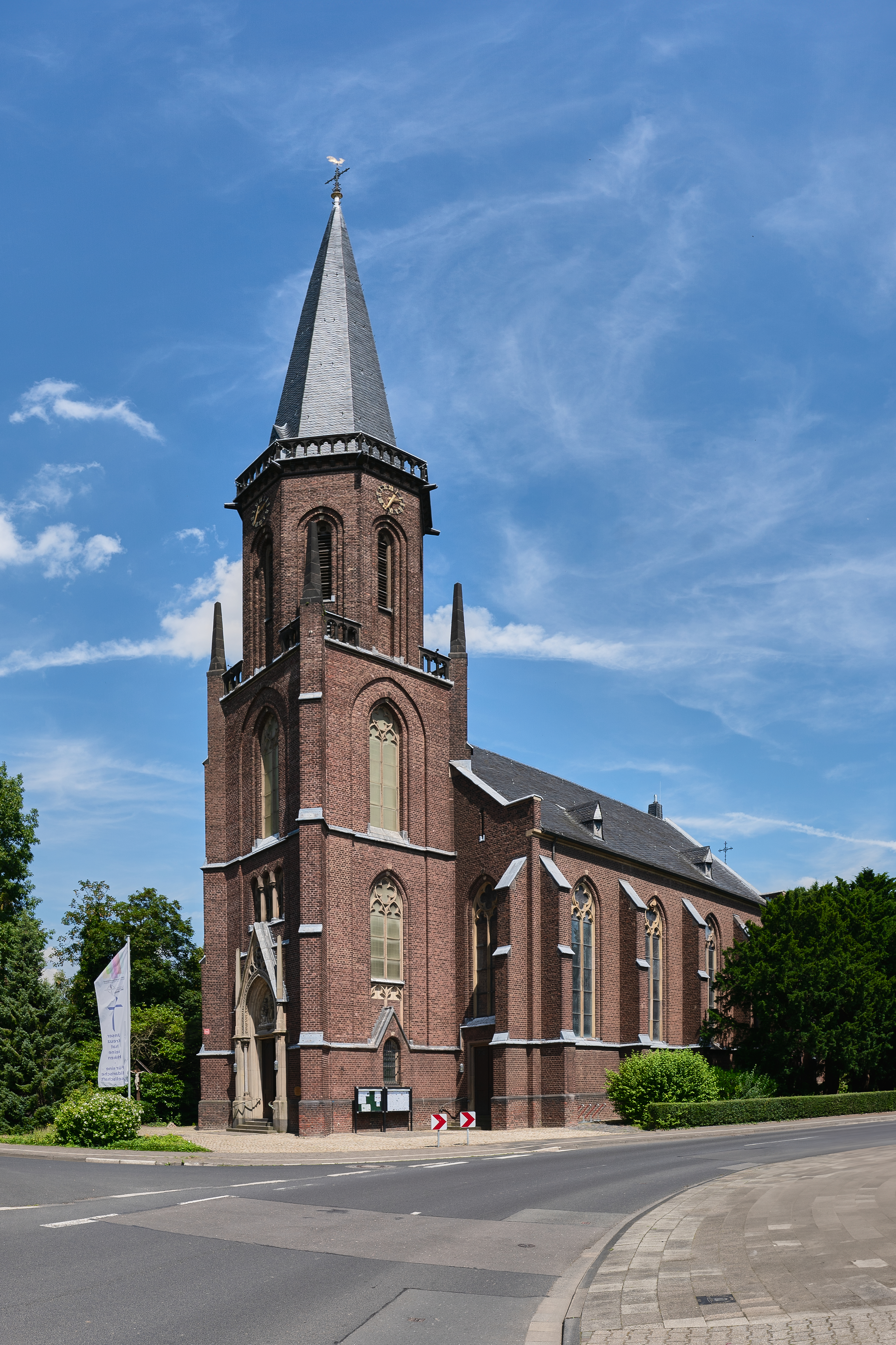
St. Stephanus

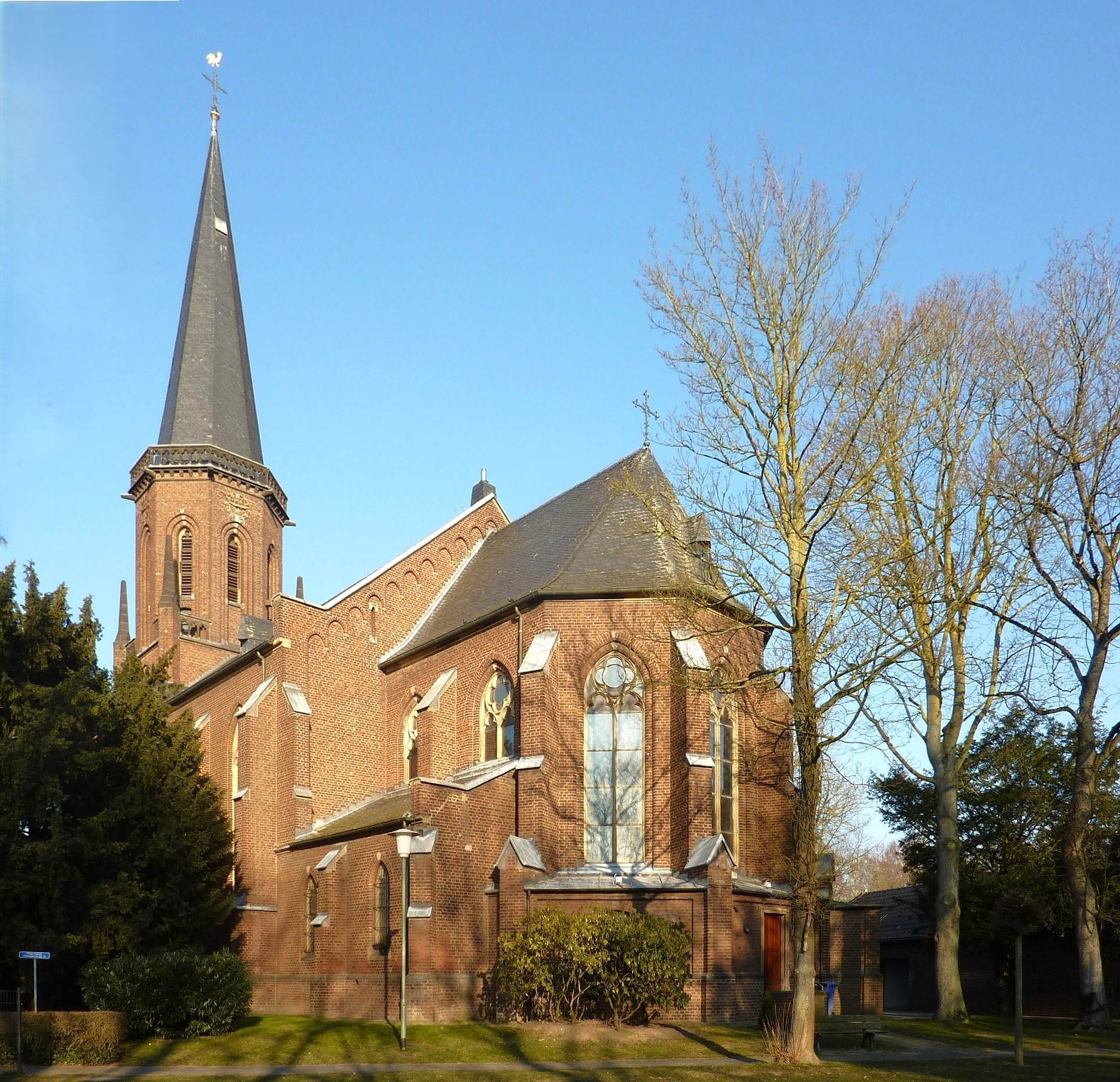
Blick zum Chor

St. Stephanus in der Lüttenglehner Straße 74 ist die römisch-katholische Pfarrkirche des Neusser Stadtteils Grefrath, erbaut im neugotischen Stil. Sie gehört zum katholischen Kirchengemeindeverband Neuss-West / Korschenbroich.

## Geschichte
Im Jahr 1250 wurde erstmals eine Pfarrei in Grefrath erwähnt und eine Urkunde, die eine Pfarrkirche in Grefrath nennt, stammt aus dem Jahr 1299. Nach dem Dreißigjährigen Krieg glich die aus Fachwerk bestehende Kirche einer Ruine. Sie wurde zuerst nur provisorisch instand gesetzt. Erst dem Pfarrer Jakob Schmitz gelang es um 1710, die Kirche durch einen neuen Steinbau zu ersetzen. Die Kirche, die sich etwa 100 m östlich des jetzigen Standorts befand, dort wo heute das Pfarrheim steht, war etwa 15 m lang, 12 m breit und innen 6 m hoch. Das dreischiffige Langhaus war von einem gemeinsamen Satteldach überdeckt. Der nahezu quadratische Chorraum mit Apsis hatte eine Seitenlänge von etwa 6 m. 1797 musste der Turm repariert werden, 1808 wurde das rechte Seitenschiff erneuert.
Nachdem die Gemeinde auf über 800 Seelen angewachsen war, wurde von 1862 bis 1864 im Pfarrgarten die jetzige, größere Backsteinkirche nach Plänen des Kölner Dombaumeisters Vinzenz Statz (1819–1898) erbaut und 1866 die alte Kirche abgerissen. Der Neubau wurde überwiegend durch großzügige Stiftungen und Spenden ermöglicht. Die Maßwerkfenster im Chor entwarf Eduard von Steinle (1810–1886), der damals im Haus Statz wohnte. Sie wurden in der Glasmalereiwerkstatt von Friedrich Baudri in Köln in der gleichen technischen Weise hergestellt wie die Chorfenster im Kölner Dom. Die Herkunft und Ausführung der übrigen Fenster ist nicht geklärt, möglicherweise stammen aber auch deren Vorlagen von Steinle. Auf dem Pfarrheimgelände an der Nordseite der Kirche findet man 74 Grabsteine des ehemaligen Friedhofs.
Im Januar 1945 wurden die Fenster zerstört und das Dach beschädigt. Bei der Beseitigung der Kriegsschäden ging auch die Ausmalung der Kirche weitgehend verloren. Da die jährliche Begehung 1978 zu einer Mängelliste von über 100 Positionen mit z. T. schweren Baumängeln führte, wurde die Kirche 1979/80 in großem Stil renoviert. Dabei wurde die ursprüngliche Farbgestaltung nach einem entdeckten Originalentwurf aus dem Jahr 1864 wieder hergestellt. Um die sandsteinernen Fensterstreben ausbessern zu können, mussten die Gläser herausgenommen werden. Dabei zerbrachen allerdings die meisten der farbigen Glasstücke. Als Lösung wurden die Originalaquarelle Steinles aus dem Jahr 1864 auf den Maßstab 1:1 vergrößert. Nach diesen Vorlagen wurden von der Firma Wilhelm Derix in Rottweil die Gläser geschnitten und bemalt. Da aber an einem Fenster nur wenige Glasmaler arbeiten konnten, ließ sich auch nur ein Fenster pro Jahr erneuern. Die Arbeiten zogen sich daher von 1981 bis 1994 hin.

## Bau
1863–64 wurde die neue dreischiffige Backsteinhallenkirche mit polygonalem Chorabschluss erbaut. Sie gilt als „einzigartiges Denkmal kirchlicher Baukunst des 19. Jahrhunderts im Rheinland“ und steht als Nr. 6/001 seit 1985 unter Denkmalschutz. Sie wurde im Jahr 1988 vom Bundesverwaltungsamt als besonderes nationales Kulturdenkmal gewürdigt.
Man betritt die Kirche durch ein Portal aus Naturstein mit figürlichen Darstellungen von Alexander Iven im Tympanon und reichem Maßwerk im Giebeldreieck. Am vorgesetzten dreistöckigen Turm sind im zweiten Turmgeschoss die Ecken mit Obelisken besetzt. Zwischen zweitem und drittem Geschoss geht der Turm vom Quadrat zum Achteck über. Die hohen schmalen Schallöffnungen haben Balustraden mit neugotischem Maßwerk als Abschluss. Bis zum Ersten Weltkrieg hingen dort Glocken aus den Jahren 1655, 1743 und 1779. Jetzt sind es die Stephanusglocke, Marienglocke und Josefsglocke, 1954 gegossen durch Fa. Feldmann & Marschel, Münster, sowie die Franziskusglocke von Fa. Petit & Gebr. Edelbrock, Gescher. Über dem Glockenstuhl erhebt sich der spitze Turmhelm. In der Turmkapelle steht auf der rechten Seite eine Statue der Gottesmutter. Diese Marienstatue stammt von Anton Josef Reiss.

## Ausstattung
Beim Betreten der Kirche steht man zuerst unter der Orgelempore. Die Orgel wurde 1865 von der Firma Müller aus Viersen gebaut und hat insgesamt 2164 Pfeifen in 32 Registern. Neben der Eingangstür hängt links ein Bild der hl. Familie, das noch aus der Vorgängerkirche stammen dürfte, und rechts steht auf einem gotischen Schrank eine Figur des hl. Sebastianus, die um 1875 in Südwest-Frankreich geschaffen wurde. Der Innenraum ist ausgemalt, wobei Blumen- und Pflanzenmotive vorherrschen. Über schlanken Pfeilern mit kapitellartigem vergoldeten Blattwerk vor rotem Grund erhebt sich ein Rippengewölbe, deren Schlusssteine ebenfalls eine florale Bemalung aufweisen. Die Chorfenster zeigen links den hl. Stephanus in der Synagoge beim Streitgespräch mit dem Hohen Rat der Juden, in der Mitte die Steinigung (von oben blickt der auferstandene Jesus segnend auf seine Jünger herab) und rechts die Auffindung seines Grabes, wie sie in der Legenda aurea des Jacobus de Voragine beschrieben ist. Die Fenster im linken Langschiff zeigen jeweils zwei Szenen aus dem Leben Marias und Josefs: Geburt Marias sowie Darstellung Marias im Tempel, Verkündigung sowie Maria und Josef mit dem Jesuskind, Maria unter dem Kreuz sowie Erscheinung des Auferstandenen vor Maria, die zwölf Apostel versammelt um die sterbende Maria sowie Marias Aufnahme in den Himmel. Die Fenster im rechten Langschiff zu Ehren des hl. Josef zeigen ebenfalls jeweils zwei Szenen: Vermählung Josefs mit Maria sowie der Engel vor Josef mit dem Auftrag aus Bethlehem zu fliehen, Flucht nach Ägypten sowie Rückkehr ins Land Israel, Josef als Zimmermann sowie der 12-jährige Josef im Tempel, Josef stirbt in den Armen Jesu und Josef im Himmel mit einer Gloriole.
Zwischen den Chorfenstern stehen jeweils drei Heiligenfiguren aus Naturstein. Der dreiseitige Chorabschluss ist mit gemalten drapierten Vorhängen geschmückt. An den Seitenwänden des Chores findet man unter den kleinen Obergadenfenstern, eingefügt in hohes Blendmaßwerk jeweils vier Fresken: Links die Heiligen Hieronymus, Ambrosius, Augustinus und Gregor; rechts König David, Moses, Abraham und Melchisedek. Diese letzten vier Heiligen sind auch in der Brüstung der Kanzel als Steinfiguren dargestellt. Die Kanzel aus Lothringer Sandstein ist reich gegliedert, auf gebündelten Säulen ruht der Kanzelkorb, darüber die aufwändige, durch Maßwerk und Fialen abgestuft sich erhebende Kanzelbekrönung. Die Kanzel ist ein Werk von J. Laurent in Nanzig. Der steinerne, teilweise vergoldete Hochaltar von Anton Josef Reiss (1835–1900) stellt die hl. Dreifaltigkeit dar mit der Heiliggeisttaube im Hintergrund unter einem Maßwerkbaldachin, davor der „Gnadenstuhl“ mit Gott-Vater mit Tiara, den toten Christus im Arm, sowie betenden Engeln auf beiden Seiten. Unter der Altartischplatte (Mensa) stehen als vier Einzelfiguren die Evangelisten Matthäus, Markus, Lukas und Johannes. An den beiden Außenseiten des Altars finden sich Figuren des Pfarrpatron St. Stephanus (links) und St. Georg (rechts), jeweils auf Sockeln und unter Baldachinen. Neben der Aussetzungsnische sind Steinreliefs, die auf vergoldetem Hintergrund links die Verkündigung des Engels an Maria, rechts die Geburt Jesu darstellen. Vor dem Hochaltar stand ursprünglich ein neugotischer Zelebrationsaltar mit eingelassenem Reliquiar. Dieser wurde bei der Renovierung 1979/80 durch einen vom Neusser Bildhauer Wolfgang Kuhn geschaffenen Altar ersetzt. In ihm befinden sich Reliquien der Heiligen Stephanus, Aloisius, Sabas, Apostel Matthias, Bischof Apollinaris und der Märtyrer Pastor, Vitalis und Hermes. Von Joseph Laurent (1853–1923) stammen die Seitenaltäre: links der Marienaltar und rechts der dem hl. Josef gewidmete Altar, der allerdings durch eine dort errichtete Herz-Jesu-Figur geprägt ist. Vor dem linken Seitenaltar steht ein klassizistischer Taufbrunnen. Beide Altäre wurden um 1880 durch gotische Aufbauten verziert. Der von Joseph Kehren (1817–1880) gemalte Kreuzweg wurde 1867 fertiggestellt.